# What Happened and What's Going on
«Lo que sucedió y lo que está pasando» —título original en inglés: «What Happened and What's Going on»— es el noveno episodio de la quinta temporada de la serie de televisión The Walking Dead y estreno de mitad de temporada. Se estrenó el día 8 de febrero de 2015. Fue dirigido por Greg Nicotero y el guion estuvo a cargo de Scott M. Gimple. Fue estrenado el 9 de febrero de 2015 por la cadena Fox en España e Hispanoamérica.
La narración tiene lugar en Richmond, Virginia, marcando la primera vez que la serie no se establece en Georgia. Tiene lugar 17 días después de la muerte de Beth Greene (Emily Kinney) mientras el grupo encuentra la comunidad amurallada de Noah conocida como "Shirewilt Estates", un guiño a una ubicación similar en la serie libro de los cómics. El episodio se centra principalmente en Tyreese, su lucha por aceptar la muerte y la culpa que enfrenta por las pérdidas de otros miembros del grupo debido a acciones que cree que podría haber hecho de manera diferente. El montaje de apertura se intercala entre un funeral que parece ser santuarios de Beth y anteriores: Woodbury, la prisión y Shirewilt. El final revela que el funeral es de Tyreese. Varios personajes fallecidos regresan como alucinaciones como Martin (Chris Coy), Bob Stookey (Lawrence Gilliard Jr.), El Gobernador ( David Morrissey), Lizzie y Mika Samuels (Brighton Sharbino y Kyla Kenedy), y Beth Greene (Emily Kinney). Este episodio también incluye una versión acústica de "Struggling Man" cantado por Beth.
El episodio fue alabado por los comentaristas de televisión, que elogiaron la actuación de Coleman, la dirección de Nicotero y el guion de Gimple. Otros notaron la muerte de Tyreese como impactante y bien manejada. Es ampliamente considerado como el mejor episodio de la serie por críticos y fanáticos. Este episodio marca los regresos y salidas de los actores principales David Morrissey (El Gobernador), Emily Kinney (Beth Greene), Lawrence Gilliard, Jr. (Bob Stookey) y los actores recurrentes: Brighton Sharbino (Lizzie Samuels), Kyla Kenedy (Mika Samuels) y Chris Coy (Martín). El episodio marca la salida de Chad L. Coleman del elenco de la serie, quien interpretó a Tyreese durante 3 temporadas consecutivas.

## Argumento
El grupo todavía está recuperándose de la tragedia de la muerte de Beth Greene (Emily Kinney) en el Hospital Grady Memorial, Deciden que la mejor manera de honrarla es completar la misión prevista de Beth de reunir a Noah (Tyler James Williams) con su familia. Todo el grupo hace el viaje de 530 millas a "Shirewilt Estates", una comunidad amurallada a las afueras de Richmond, Virginia, dejando a Georgia atrás. Rick Grimes (Andrew Lincoln), Michonne (Danai Gurira), Tyreese Williams (Chad L. Coleman), Glenn Rhee (Steven Yeun), y Noah deciden explorar primero y visitar el complejo, mientras que los otros se quedan atrás para estar seguros. En el auto, Tyreese le dice a Noah y a los demás acerca de su padre, quien siempre solía decirle a él y a Sasha Williams (Sonequa Martin-Green) que, como todo ciudadano, deben escuchar las noticias y nunca cambiar el canal o apagarlo, ya que siempre deben saber sobre las atrocidades que tienen lugar para que puedan estar preparados y tener los ojos abiertos. Al llegar, sin embargo, descubren que la comunidad ha sido invadida y todos los que están dentro murieron. Las palabras "Los Lobos no estan lejos" están pintadas con aerosol en una pared de ladrillo. Noah se derrumba, y Tyreese se queda atrás para consolarlo mientras Rick, Michonne y Glenn, Rick le dice a Glenn que quiso matar a Dawn en el hospital a pesar de que quedó claro que ella no tuvo intenciones de dispararle a Beth sino que fue un accidente. Rick confiesa que aceptó ir a Richmond no porque creía que iba a ser un sitio seguro sino porque era el deseo de Beth que Noah regresase a casa y termina su frase diciendo que el viaje fue en honor a ella. Glenn tranquiliza a Rick diciéndole que él también le habría disparado a Dawn. Poco después ambos deciden ir en busca de suministros.
Tyreese le dice a Noah que quería ceder y morir cuando Karen (Melissa Ponzio) fue asesinada, pero que mantuvo en la lucha, y decidió vivir y como resultado, fue capaz de proteger a Judith cuando lo necesitaba. Noah se levanta y corre hacia la casa de su familia, con Tyreese persiguiéndolo. Llegan y encuentran a la familia de Noah muerta. Tyreese explora la casa mientras Noah se sienta junto al cadáver de su madre y se disculpa por no haber regresado a casa antes. Mientras se concentra en las fotos de la familia de Noah, Tyreese es mordido en el brazo por el hermano zombificado de Noah, a quien Noah incrusta en la cabeza rápidamente con un jet modelo. Noah se va de inmediato para alertar a Rick y los demás. Tyreese sufre pérdida de sangre severa y comienza a alucinar sobre noticias en la radio, así como las visitas de Martin (Chris Coy), Bob Stookey (Lawrence Gilliard Jr.), El Gobernador (David Morrissey), Lizzie y Mika Samuels (Brighton Sharbino y Kyla Kenedy), y Beth Greene (Emily Kinney), quienes discuten sus acciones durante todo su tiempo con el grupo. Por la radio, Tyreese comienza a escuchar una noticia sobre un grupo de personas que viajan por la costa este y asesinan a personas inocentes de manera horrible. También lucha internamente con sus decisiones recientes y "habla" con sus alucinaciones. Bob, Beth y las chicas intentan consolarlo y asegurarle que hizo lo correcto, y que la muerte es mucho mejor que estar vivo, pero El Gobernador y Martin se oponen a él por no poder hacer lo que creen necesario hacer. Entre sus discusiones, Tyreese es mordido de nuevo por otro caminante y acaba con el muerto viviente utilizando una geoda, la sangre de la criatura cae sobre la pintura enmarcada de una casa y su sombría situación empeora cada vez más.
En otra parte, Michonne continúa expresando el deseo de establecerse en un lugar y fortalecer la ciudad, pero Rick argumenta que la ciudad es indefendible, mostrando cómo una parte de su muro defensivo aparentemente había sido derribado por un vehículo grande. Ellos notan que los caminantes han sido cortados por la mitad, pero aun así ella esta decidida a encontrar un nuevo hogar seguro, Michonne sugiere dirigirse a Washington, D.C. pues de todos modos ya se encontraban cerca y su inspirador discurso termina por convencer a Rick. Michonne recomienda ir a Washington D. C., porque, aunque Eugene Porter (Josh McDermitt) mintió sobre una cura, D.C. aún puede tener recursos para mejorar sus posibilidades de supervivencia. Rick viene y acepta hacer el viaje de 100 millas a Washington, lo que agrada a Michonne. Luego son alertados por los gritos de Noah. Lo encuentran a punto de ser mordido por caminantes, pero logran salvarlo a tiempo. Noah informa a los demás sobre la condición de Tyreese. Tyreese se irrita aún más con El Gobernador, mientras Lizzie le tiende la mano, aunque en realidad es Rick estirando su brazo para que Michonne pueda amputarlo, y ellos sufren un agotador desafío al escapar de la propiedad con un Tyreese seriamente herido. Se abren camino a través de olas de caminantes y pasan frente a un camión lleno de caminantes a los que les han cortado los brazos y las piernas y les han grabado la letra W en la frente. Durante el viaje de regreso, Tyreese se consuela con las visiones de Bob, Beth y las niñas. Él le dice a Bob que apague la radio, efectivamente decidiendo que quiere soltarse y unirse a ellos en la muerte, Beth lo consuela y preparandolo para su destino final. Él muere y Michonne rechaza su destino para que no se reanime. Los sobrevivientes restantes luego asisten a su funeral, en el que El Padre Gabriel Stokes (Seth Gilliam) preside. Se ve a Sasha visiblemente traumatizada luchando por permanecer de pie durante todo el servicio, mientras que Rick personalmente lo entierra y deja su gorra en su cruz.

## Producción
"What Happened and What's Going On" fue escrita por el productor ejecutivo y guionista Gimple y dirigida por el productor ejecutivo y supervisor de efectos especiales de maquillaje Nicotero. El episodio presenta varias apariciones especiales de actores cuyos personajes fueron asesinados en episodios anteriores, incluidos Kinney como Beth, Gilliard Jr. como Bob, Morrissey como El Gobernador, Sharbino como Lizzie, Kenedy como Mika y Coy como Martin.
Lincoln, en su acento natural, proporcionó la voz de la emisora de radio. Este episodio marca la aparición final de un miembro del elenco principal Chad L. Coleman, ya que Tyreese fue asesinado en el episodio. Sobre la decisión de matar a Tyreese, Gimple explicó:
"Nunca hay un momento adecuado; este fue el momento en que la historia parecía dictar. No solo para este episodio sino para la historia que avanza. El efecto acumulativo de los últimos ocho episodios y luego este noveno episodio, pasando a los próximos, es todo un efecto acumulativo de quiénes son estas personas y las circunstancias en las que eventualmente se encuentran. Es extraño decir: "Este era el momento" porque es algo muy doloroso. Parecía ser lo que dictaba la historia ".
El episodio presenta un homenaje a  serie de cómics ya que la comunidad de 20 personas de Noah es conocida como "Shirewilt Estates". El nombre proviene de la ubicación prominente, "Wiltshire Estates" en "Miles Behind Us".

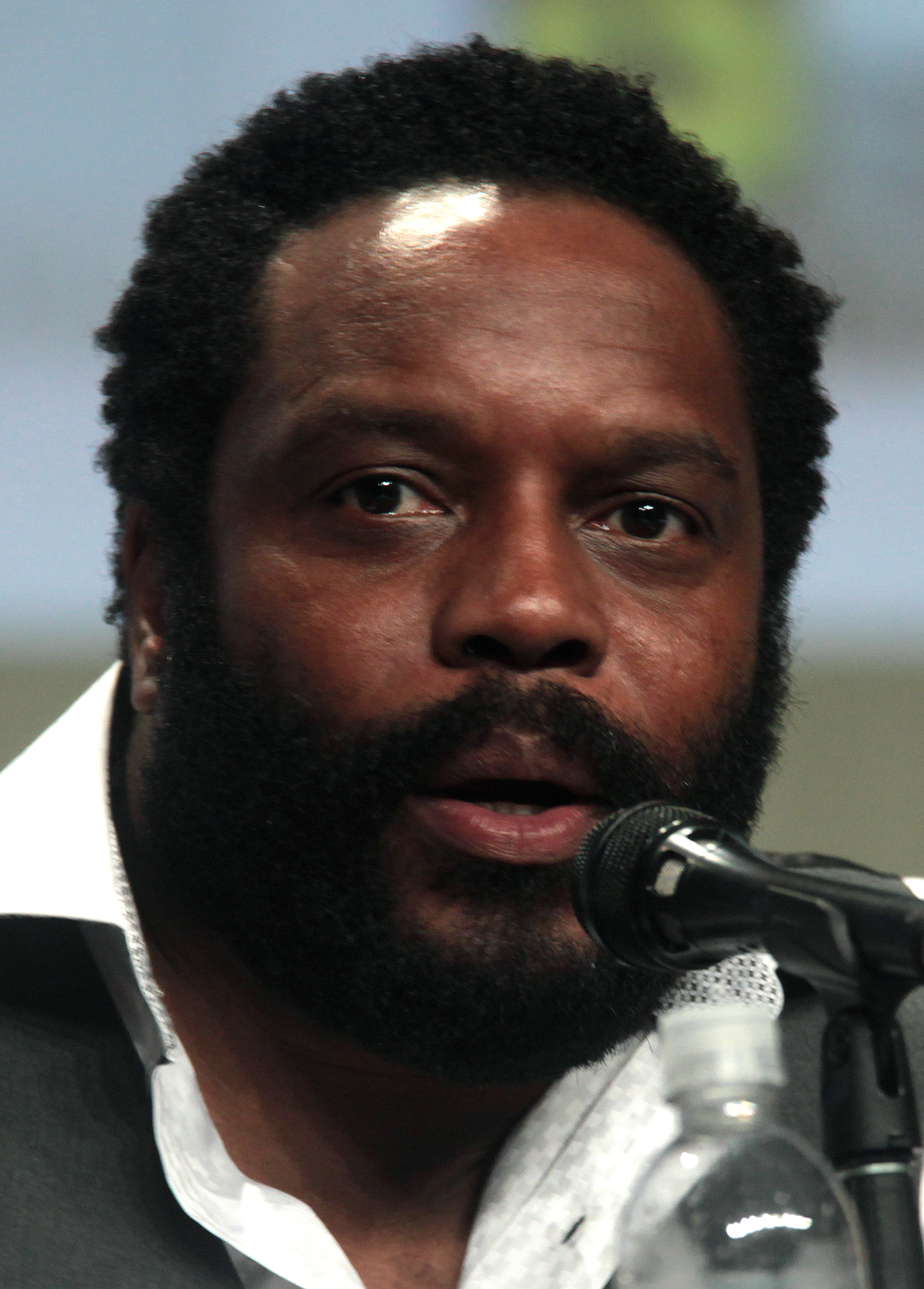
Este episodio marca la última aparición de Chad L. Coleman en el papel de Tyreese como parte del elenco principal, cuyo desempeño fue aplaudido por los críticos.

## Recepción
El episodio recibió elogios de la crítica, con muchos elogiando la dirección de Greg Nicotero y la actuación de Chad L. Coleman. En Rotten Tomatoes, tiene un 100% con una calificación promedio de 8.08 de 10, basado en 27 comentarios. El consenso de los críticos dice: Un episodio visualmente impresionante de The Walking Dead, "What Happened and What's Going On" representa ingeniosamente la psicología de los personajes, en lugar de centrarse en sus momentos impactantes.
Escribiendo para Forbes, Erik Kain lo consideró el "mejor episodio en años". Él dijo: "Es toda esta atención al detalle, ya sea solo un excelente disparo de las vías del tren o un momento de sangre explosiva, lo que hace de este un episodio tan notable y memorable, un logro cinematográfico impresionante y una tremenda hora de televisión".
Matt Fowler de IGN elogió montaje de apertura del episodio, que fue revelado como presagiando el final del episodio en un giro de la trama que el funeral tendrá lugar era el de Tyreese y no el de Beth Greene, llamándolo un "pequeño gran truco". Elogió el desempeño de Coleman, la dirección de Nicotero declarándolo "dirigido magníficamente", el tema de la falta de esperanza en el episodio y las alucinaciones de los personajes fallecidos. En general, le dio al episodio un 9.0 / 10.
Según muchos críticos y fanes acertaron que este episodio ha sido más triste que el anterior.

### Audiencia
Tras la transmisión, el episodio fue visto por 15.64 millones de televidentes estadounidenses con una calificación de entre 18 y 49 de 8.0, un aumento en la audiencia del episodio anterior que tuvo 14.81 millones de espectadores y una calificación de entre 18 y 49 de 7.6.
En Australia, recibió 79,000 espectadores, por lo que es la transmisión más vista en la televisión de pago esa noche. La transmisión británica fue la más vista en la red ese mes, con 1,16 millones de espectadores.